# آپیون (خانواده)

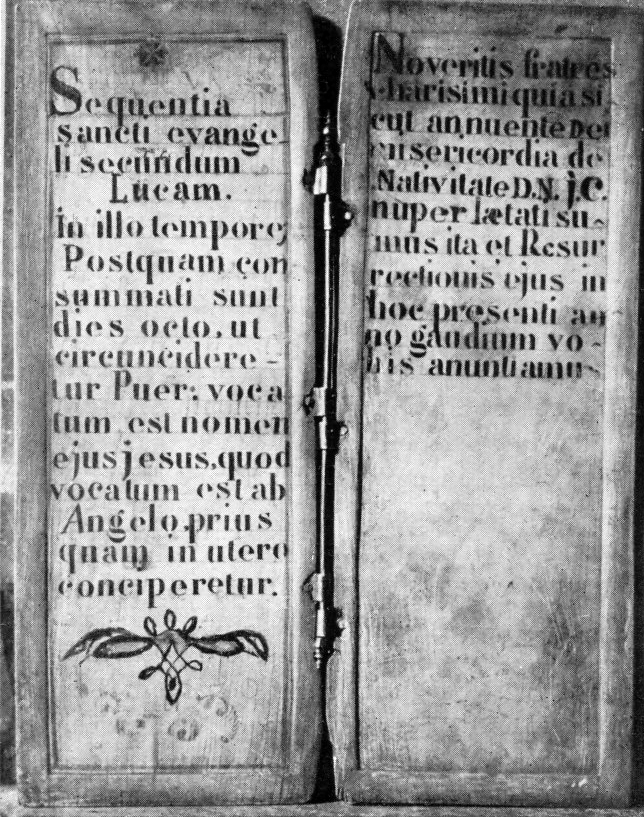
دیپتیک کنسولی استراتژیوس آپیون

خانواده آپیون ( یونانی: Ἀπίων   ، جمع Ἀπίωνες , آپیونس ) یک طایفه ثروتمند از زمین‌داران در مصر بیزانس بود، به ویژه در نام‌های مصر میانی نومه ، فیوم و هراکلئوپولیس . با شروع به عنوان اشراف محلی در قرن پنجم، ششم و اوایل قرن هفتم به شهرت رسید، زمانی که چندین نفر از سران خانواده مناصب عالی امپراتوری، از جمله کنسولگری را اشغال کردند. این خانواده پس از فتح مصر توسط ساسانیان ناپدید می شوند.

## تاریخ
منشا خانواده نامشخص است.  اورلیوس آپیون، که مدتی قبل از ۳۲۸، بخشدار اگوستالی مصر بود،  و همچنین کمی بعد فلاویوس استراتژیوس، او را همراه و از مردم تبایس عنوان می‌کند، هرچند نمی‌توان نشان داد که به این خانواده تعلق داشته است. 

## بیشتر بخوانید
- Beaucamp, Joëlle (2001). "Apion et Praejecta: hypothèses anciennes et nouvelles données". Revue des études byzantines (به فرانسوی). 59 (59): 165–178. doi:10.3406/rebyz.2001.2241.